# Miomantis paykullii
Miomantis paykullii — вид богомолів родини Miomantidae, представник роду Miomantis, що мешкає в Африці, а також на початку XXI століття виявлений на південному заході Європи.

## Опис

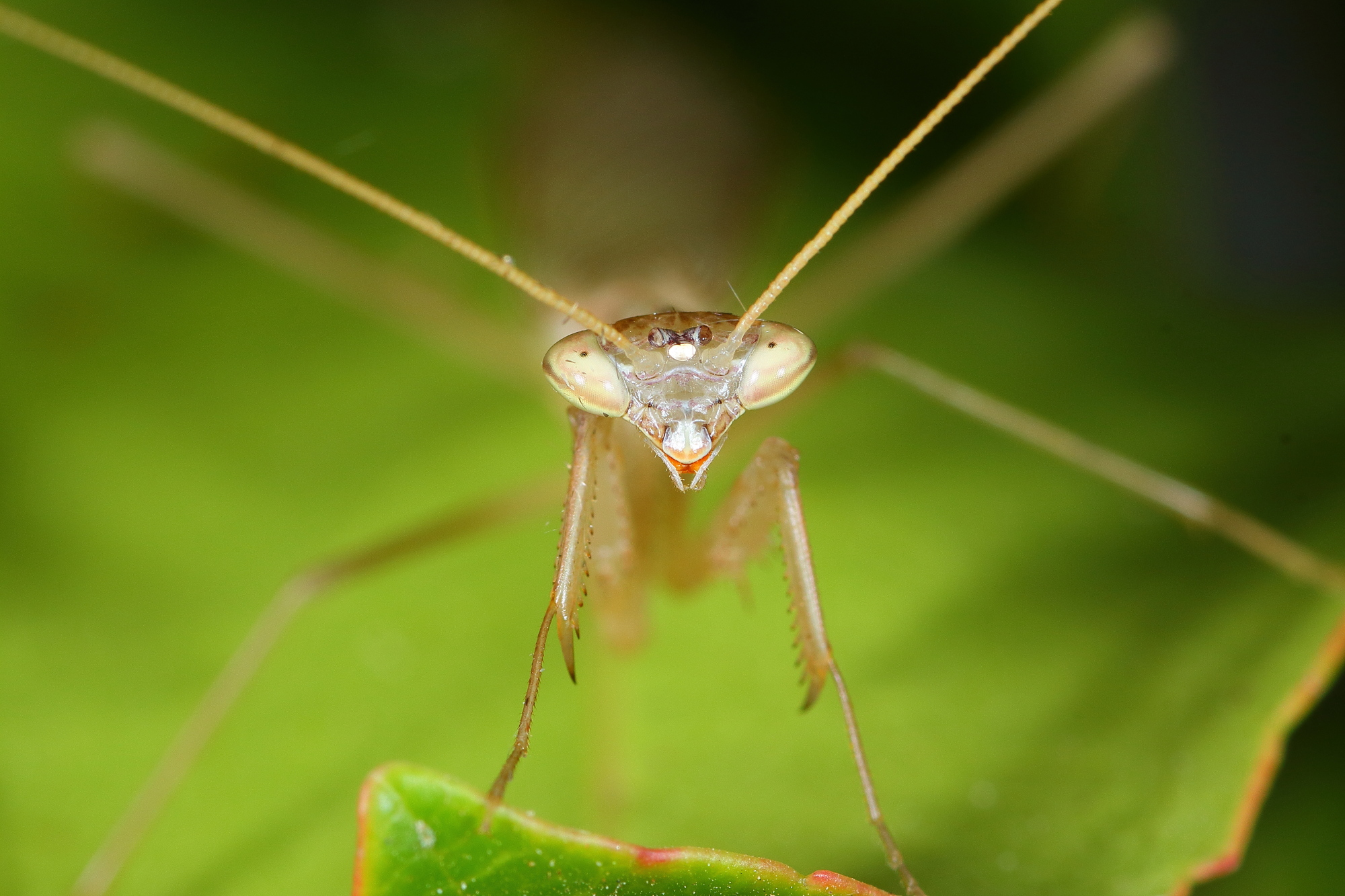
Голова імаго Miomantis paykullii, Португалія

Довжина тіла імаго 3,7 см у самців, 3,6—3,9 см у самиць. Тіло зеленого або буруватого кольору. Голова сильно ширша за передньоспинку, особливо в самця. Фасеткові очі конічні. Передньоспинка тендітна, гладенька, у самиці з дрібно зазубреним краєм, у самця край гладенький. Надкрила самця заходять за кінець черевця, трохи звужені на кінці, прозорі, як і задні крила. У самиці надкрила непрозорі, ледве коротші за черевце; задні крила жовті, з жовтими жилками. Передні ноги без плям, тазики самиць з дрібними зубцями і 5—6-ма потужними шипами. Натомість у самців шипи дуже дрібні.

## Спосіб життя і фізіологія
Самиця відкладає близько 7 оотек, з кожної виходить більше 60 личинок. Після виходу з яйця личинки самців линяють 6 разів, а самиці - 7 разів, щоб досягти статевої зрілості. Зимують переважно оотеки, личинки в Єгипті виходять навесні. Життєвий цикл від яйця до смерті триває 5-7 місяців.
У Miomantis paykullii описано послідовності двох нейропептидів групи ревісцерокінінів

## Ареал
Поширений у Буркіна-Фасо, Камеруні, Чаді, Єгипті, Гані, Ізраїлі, Кот-д'Івуарі, Кенії, Мавританії, Маврикії, Мозамбіку, Нігерії, Сенегалі, Того, Уганді, Зімбабве. У 2014 році вперше виявлений на півдні Португалії.